# Per le Autonomie
Per le Autonomie è un gruppo parlamentare italiano costituito al Senato della Repubblica, con denominazioni e composizioni variabili, a partire dalla XIV legislatura al fine di rappresentare gli esponenti di partiti regionalisti o delle minoranze linguistiche (principalmente SVP e PATT del Trentino-Alto Adige e Union Valdôtaine della Valle d'Aosta, i quali invece alla Camera di solito costituiscono la componente "minoranze linguistiche" all'interno del gruppo misto).
Di volta in volta, hanno fatto parte del gruppo anche esponenti di altri partiti minori e senatori a vita (inclusi alcuni Presidenti emeriti della Repubblica, che sono senatori di diritto e a vita).

## Composizione

### XIV legislatura (2001-2006)
| Partito | Partito                      | Senatori    | Senatori  |
| Partito | Partito                      | Inizio leg. | Fine leg. |
| ------- | ---------------------------- | ----------- | --------- |
|         | Südtiroler Volkspartei (SVP) | 5           | 5         |
|         | Democrazia Europea           | 2           | —         |
|         | Indipendenti                 | 2           | 4         |
|         | Union Valdôtaine             | 1           | 1         |
| Totale  | Totale                       | 10 / 324    | 10 / 320  |

#### Composizione a fine legislatura
| Senatore                 | Partito | Partito          | Data di adesione   | Gruppo di provenienza | Altro                                                 |
| ------------------------ | ------- | ---------------- | ------------------ | --------------------- | ----------------------------------------------------- |
| Helga Thaler Ausserhofer |         | SVP              | inizio legislatura |                       | Capogruppo                                            |
| Mauro Betta              |         | SVP              | inizio legislatura |                       |                                                       |
| Oskar Peterlini          |         | SVP              | inizio legislatura |                       |                                                       |
| Renzo Michelini          |         | SVP              | inizio legislatura |                       |                                                       |
| Alois Kofler             |         | SVP              | inizio legislatura |                       |                                                       |
| Aventino Frau            |         | Indipendente     | 01/08/2002         | Forza Italia          |                                                       |
| Augusto Rollandin        |         | Union Valdôtaine | inizio legislatura |                       |                                                       |
| Giulio Andreotti         |         | Indipendente     | inizio legislatura |                       |                                                       |
| Francesco Cossiga        |         | Indipendente     | 06/11/2003         |                       | Presidente emerito della Repubblica e Senatore a vita |
| Egidio Pedrini           |         | Indipendente     | 02/10/2003         | Misto - UDEUR - PE    |                                                       |

#### Ex membri
| Senatore          | Partito | Partito      | Data di adesione   | Gruppo di provenienza | Data di abbandono | Gruppo successivo |
| ----------------- | ------- | ------------ | ------------------ | --------------------- | ----------------- | ----------------- |
| Gianni Agnelli    |         | Indipendente | inizio legislatura |                       | 24/01/2003        | deceduto          |
| Giuseppe Ruvolo   |         | DE           | inizio legislatura |                       | 30/09/2003        | UDC               |
| Francesco Salzano |         | DE           | inizio legislatura |                       | 30/09/2003        | UDC               |

Fonte

### XV legislatura (2006-2008)
| Partito | Partito                      | Senatori    | Senatori  |
| Partito | Partito                      | Inizio leg. | Fine leg. |
| ------- | ---------------------------- | ----------- | --------- |
|         | L'Unione                     | 6           | 6         |
|         | Südtiroler Volkspartei (SVP) | 3           | 3         |
|         | Autonomie Liberté Démocratie | 1           | 1         |
| Totale  | Totale                       | 10 / 322    | 10 / 321  |

#### Composizione a fine legislatura
| Senatore           | Partito | Partito  | Data di adesione | Gruppo di provenienza | Altro      |
| ------------------ | ------- | -------- | ---------------- | --------------------- | ---------- |
| Oskar Peterlini    |         | SVP      | 18/05/2006       | Misto - Autonomie     | Capogruppo |
| Daniele Bosone     |         | L'Unione | 18/05/2006       | L'Ulivo               |            |
| Bartolo Fazio      |         | L'Unione | 29/05/2007       | L'Ulivo               |            |
| Magda Negri        |         | L'Unione | 18/05/2006       | L'Ulivo               |            |
| Giorgio Tonini     |         | L'Unione | 18/05/2006       | L'Ulivo               |            |
| Simonetta Rubinato |         | L'Unione | 18/05/2006       | L'Ulivo               |            |
| Carlo Perrin       |         | ALD      | 18/05/2006       | Misto - Autonomie     |            |
| Manfred Pinzger    |         | SVP      | 18/05/2006       | Misto - Autonomie     |            |
| Claudio Molinari   |         | L'Unione | 18/05/2006       | L'Ulivo               |            |

#### Ex membri
| Senatore            | Partito | Partito  | Data di adesione | Gruppo di provenienza | Data di abbandono | Gruppo successivo |
| ------------------- | ------- | -------- | ---------------- | --------------------- | ----------------- | ----------------- |
| Accursio Montalbano |         | L'Unione | 18/05/2006       | L'Ulivo               | 15/05/2007        | SDSE              |

Fonte

### XVI legislatura (2008-2013)
| Partito | Partito                                   | Senatori    | Senatori  |
| Partito | Partito                                   | Inizio leg. | Fine leg. |
| ------- | ----------------------------------------- | ----------- | --------- |
|         | Südtiroler Volkspartei (SVP)              | 3           | 3         |
|         | Unione di Centro                          | 3           | 5         |
|         | Indipendenti                              | 3           | 2         |
|         | Movimento Associativo Italiani all'Estero | 1           | 1         |
|         | Union Valdôtaine                          | 1           | 1         |
|         | Movimento Repubblicani Europei            | —           | 1         |
|         | Partito Liberale Italiano                 | —           | 1         |
|         | Partito Socialista Italiano               | —           | 1         |
|         | Verso Nord                                | —           | 1         |
| Totale  | Totale                                    | 11 / 322    | 16 / 318  |

| Senatore                 | Partito | Partito          | Data di adesione   | Gruppo di provenienza                          | Altro           |
| ------------------------ | ------- | ---------------- | ------------------ | ---------------------------------------------- | --------------- |
| Gianpiero D'Alia         |         | UDC              | inizio legislatura |                                                | capogruppo      |
| Giulio Andreotti         |         | Indipendente     | inizio legislatura |                                                | Senatore a vita |
| Manfred Pinzger          |         | SVP              | inizio legislatura |                                                |                 |
| Oskar Peterlini          |         | SVP              | inizio legislatura |                                                |                 |
| Emilio Colombo           |         | Indipendente     | inizio legislatura |                                                | Senatore a vita |
| Helga Thaler Ausserhofer |         | SVP              | inizio legislatura |                                                |                 |
| Mirella Giai             |         | MAIE             | inizio legislatura |                                                |                 |
| Antonio Fosson           |         | Union Valdôtaine | inizio legislatura |                                                |                 |
| Luciana Sbarbati         |         | MRE              | 28/04/2010         | PD                                             |                 |
| Claudio Gustavino        |         | UDC              | 30/08/2010         | Misto - ApI                                    |                 |
| Achille Serra            |         | UDC              | 30/09/2010         | PD                                             |                 |
| Vincenzo Galioto         |         | UDC              | 15/12/2010         | PdL                                            |                 |
| Enrico Musso             |         | PLI              | 24/02/2011         | Misto - Non iscritti                           |                 |
| Maurizio Fistarol        |         | Verso Nord       | 24/02/2011         | Misto - Verso Nord                             |                 |
| Carlo Vizzini            |         | PSI              | 04/11/2011         | PdL                                            |                 |
| Riccardo Milana          |         | UDC              | 17/10/2012         | Per il Terzo Polo (ApI-FLI-Centro Democratico) |                 |

#### Ex membri
| Senatore             | Partito | Partito      | Data di adesione   | Gruppo di provenienza                 | Data di abbandono | Gruppo successivo             |
| -------------------- | ------- | ------------ | ------------------ | ------------------------------------- | ----------------- | ----------------------------- |
| Antonello Antinoro   |         | UDC          | inizio legislatura |                                       | 13/06/2008        | dimessosi per incompatibilità |
| Salvatore Cintola    |         | UDC          | 24/06/2008         | in sostituzione di Antonello Antinoro | 06/09/2009        | dimessosi per incompatibilità |
| Francesco Cossiga    |         | Indipendente | inizio legislatura |                                       | 17/10/2009        | deceduto                      |
| Salvatore Cuffaro    |         | UDC          | inizio legislatura |                                       | 02/02/2011        | dimessosi                     |
| Adriana Poli Bortone |         | Io Sud       | 08/10/2009         | Gruppo misto - Io Sud                 | 01/03/2011        | Centrodestra Nazionale        |
| Dorina Bianchi       |         | Indipendente | 09/12/2009         | PD                                    | 27/07/2011        | PdL                           |

Fonte

### XVII legislatura (2013-2018)
| Partito | Partito                                   | Senatori    | Senatori  |
| Partito | Partito                                   | Inizio leg. | Fine leg. |
| ------- | ----------------------------------------- | ----------- | --------- |
|         | Indipendenti                              | 3           | 5         |
|         | Südtiroler Volkspartei (SVP)              | 2           | 2         |
|         | Partito Socialista Italiano               | 2           | 3         |
|         | Partito Autonomista Trentino Tirolese     | 1           | 1         |
|         | Unione per il Trentino                    | 1           | 1         |
|         | Union Valdôtaine                          | 1           | 1         |
|         | Democrazia Solidale                       | —           | 3         |
|         | Movimento Associativo Italiani all'Estero | —           | 2         |
| Totale  | Totale                                    | 10 / 319    | 18 / 321  |

#### Composizione a fine legislatura
| Senatore              | Partito | Partito                                   | Data di adesione   | Gruppo di provenienza         | Altro                               |
| --------------------- | ------- | ----------------------------------------- | ------------------ | ----------------------------- | ----------------------------------- |
| Karl Zeller           |         | SVP                                       | inizio legislatura |                               | Capogruppo                          |
| Hans Berger           |         | SVP                                       | inizio legislatura |                               | Capogruppo                          |
| Elena Cattaneo        |         | Indipendente                              | 27/11/2013         | Misto - Non iscritti          | Senatore a vita                     |
| Carlo Rubbia          |         | Indipendente                              | 27/11/2013         | Misto - Non iscritti          | Senatore a vita                     |
| Renzo Piano           |         | Indipendente                              | 18/03/2015         | Misto - Non iscritti          | Senatore a vita                     |
| Vittorio Fravezzi     |         | UpT                                       | inizio legislatura |                               |                                     |
| Albert Lanièce        |         | UV                                        | inizio legislatura |                               |                                     |
| Fausto Longo          |         | PSI                                       | inizio legislatura |                               |                                     |
| Riccardo Nencini      |         | PSI                                       | inizio legislatura |                               |                                     |
| Maria Paola Merloni   |         | DemoS                                     | 18/12/2014         | Per l'Italia                  |                                     |
| Andrea Olivero        |         | DemoS                                     | 3/12/2014          | Per l'Italia                  |                                     |
| Lucio Romano          |         | DemoS                                     | 3/12/2014          | Per l'Italia                  |                                     |
| Giorgio Napolitano    |         | Indipendente                              | 19/01/2015         |                               | Presidente emerito della Repubblica |
| Franco Panizza        |         | PATT                                      | inizio legislatura |                               |                                     |
| Claudio Zin           |         | Movimento Associativo Italiani all'Estero | 09/07/2013         |                               |                                     |
| Luis Alberto Orellana |         | Movimento Associativo Italiani all'Estero | 21/10/2015         | Misto - Non iscritti          |                                     |
| Francesco Palermo     |         | Indipendente                              | inizio legislatura |                               |                                     |
| Enrico Buemi          |         | PSI                                       | 21/12/2017         | Misto - Federazione dei Verdi |                                     |

Enrico Buemi (PSI; membro del gruppo dal 23 maggio 2013 al 20 novembre 2017 e dal 21 dicembre 2017 a fine legislatura)
| Senatore             | Partito | Partito      | Data di adesione   | Gruppo di provenienza          | Data di abbandono | Gruppo successivo    |
| -------------------- | ------- | ------------ | ------------------ | ------------------------------ | ----------------- | -------------------- |
| Giulio Andreotti     |         | Indipendente | inizio legislatura |                                | 06/05/2013        | deceduto             |
| Carlo Azeglio Ciampi |         | Indipendente | 18/03/2015         |                                | 16/10/2016        | deceduto             |
| Emilio Colombo       |         | Indipendente | inizio legislatura |                                | 18/12/2014        | deceduto             |
| Lorenzo Battista     |         | Indipendente | 11/10/2014         | Misto - Italia Lavori in Corso | 22/03/2017        | Art.1 - MDP          |
| Enrico Buemi         |         | PSI          | 23/05/2013         |                                | 20/11/2017        | Misto - Non iscritti |

Fonte

### XVIII legislatura (2018-2022)
| Partito | Partito                      | Senatori    | Senatori  |
| Partito | Partito                      | Inizio leg. | Fine leg. |
| ------- | ---------------------------- | ----------- | --------- |
|         | Südtiroler Volkspartei (SVP) | 3           | 3         |
|         | Indipendenti                 | 2           | 2         |
|         | Centristi per l'Europa       | 1           | 1         |
|         | Partito Democratico          | 1           | 1         |
|         | Union Valdôtaine             | 1           | 1         |
| Totale  | Totale                       | 8 / 321     | 8 / 321   |

#### Composizione a fine legislatura
| Senatore               | Partito | Partito      | Data di adesione   | Gruppo di provenienza | Altro                               |
| ---------------------- | ------- | ------------ | ------------------ | --------------------- | ----------------------------------- |
| Julia Unterberger      |         | SVP          | inizio legislatura |                       | Capogruppo                          |
| Meinhard Durnwalder    |         | SVP          | inizio legislatura |                       |                                     |
| Dieter Steger          |         | SVP          | inizio legislatura |                       |                                     |
| Albert Lanièce         |         | UV           | inizio legislatura |                       |                                     |
| Gianclaudio Bressa     |         | PD           | inizio legislatura |                       |                                     |
| Pier Ferdinando Casini |         | CpE          | inizio legislatura |                       |                                     |
| Elena Cattaneo         |         | Indipendente | inizio legislatura |                       | Senatore a vita                     |
| Giorgio Napolitano     |         | Indipendente | inizio legislatura |                       | Presidente emerito della Repubblica |

#### Ex membri
| Senatore         | Partito | Partito      | Data di adesione | Gruppo di provenienza | Data di abbandono | Gruppo successivo                  |
| ---------------- | ------- | ------------ | ---------------- | --------------------- | ----------------- | ---------------------------------- |
| Gianni Marilotti |         | Indipendente | 20/11/2020       | Misto - Non iscritti  | 24/01/2021        | Europeisti-MAIE-Centro Democratico |

Fonte

### XIX legislatura (2022 - in corso)
| Partito | Partito                      | Senatori    | Senatori |
| Partito | Partito                      | Inizio leg. | Attuale  |
| ------- | ---------------------------- | ----------- | -------- |
|         | Südtiroler Volkspartei (SVP) | 2           | 2        |
|         | Indipendenti                 | 2           | 2        |
|         | Campobase                    | 1           | 1        |
|         | Partito Democratico          | 1           | 1        |
|         | Sud chiama Nord              | 1           | —        |
| Totale  | Totale                       | 7 / 206     | 6 / 205  |

#### Composizione a fine legislatura
| Senatore            | Partito | Partito                        | Data di adesione   | Gruppo di provenienza                 | Altro           |
| ------------------- | ------- | ------------------------------ | ------------------ | ------------------------------------- | --------------- |
| Julia Unterberger   |         | SVP                            | inizio legislatura |                                       | Capogruppo      |
| Meinhard Durnwalder |         | SVP                            | inizio legislatura |                                       |                 |
| Pietro Patton       |         | Campobase                      | inizio legislatura |                                       |                 |
| Luigi Spagnolli     |         | PD                             | inizio legislatura |                                       |                 |
| Elena Cattaneo      |         | Indipendente                   | inizio legislatura |                                       | Senatore a vita |
| Carlo Rubbia        |         | Indipendente                   | 09/11/2022         | Senatori non iscritti ad alcun gruppo | Senatore a vita |
| Aurora Floridia     |         | Verdi del Sudtirolo/Alto Adige | 19/02/2025         | Gruppo misto-AVS                      |                 |

#### Ex membri
| Senatore           | Partito | Partito         | Data di adesione   | Gruppo di provenienza | Data di abbandono | Gruppo successivo                      |
| ------------------ | ------- | --------------- | ------------------ | --------------------- | ----------------- | -------------------------------------- |
| Dafne Musolino     |         | Sud chiama Nord | inizio legislatura |                       | 04/10/2023        | Italia Viva - Il Centro - Renew Europe |
| Giorgio Napolitano |         | Indipendente    | inizio legislatura |                       | 22/09/2023        | deceduto                               |

Fonte

## Struttura
| Presidente               | Partito | Partito | Legislatura             |
| ------------------------ | ------- | ------- | ----------------------- |
| Helga Thaler Ausserhofer |         | SVP     | XIV                     |
| Oskar Peterlini          |         | SVP     | XV                      |
| Gianpiero D'Alia         |         | UDC     | XVI                     |
| Karl Zeller              |         | SVP     | XVII                    |
| Julia Unterberger        |         | SVP     | XVIII - XIX legislatura |